# Longnan
Longnan is een stadsprefectuur in het zuiden van de Chinese provincie Gansu.
Bij de aardbeving van 12 mei 2008 in Sichuan, waren ook in Longnan talrijke slachtoffers, er zijn minstens 213 doden geteld.